# Meander (rzeka)
Meander (tur. Büyük Menderes Nehri, w starożytności i średniowieczu gr. Μαίανδρος Maíandros) – rzeka w zachodniej Turcji azjatyckiej, o długości 529 km. Swój bieg zaczyna na Wyżynie Anatolijskiej, a kończy w Morzu Egejskim, w pobliżu ruin Miletu. Głównymi dopływami są Çine oraz Ak. Większe miasta, przez które przepływa to Aydin i Nazilli. Rzeka tworzy liczne meandry – pojęcie meander pochodzi od nazwy tej rzeki.
W starożytności rzeka uchodziła do Zatoki Latmijskiej, jednak z czasem nanoszenie osadów rzecznych spowodowało niemal całkowite jej zarośnięcie i wyrównanie linii brzegowej.